# Магнитный (Челябинская область)
Магни́тный — посёлок в Агаповском районе Челябинской области. Административный центр Магнитного сельского поселения.

## География
Находится на юго-западе Челябинской области, в восточной части района, в 27 км к юго-востоку от районного центра села Агаповка, в 59 километрах на восток от города Магнитогорска, на высоте 395 метров над уровнем моря.

## История
Посёлок был основан в 1929 году при центральной усадьбе первого образованного на территории района совхоза «Магнитный».

## Население
| 1970 | 1995  | 2002  | 2010  |
| ---- | ----- | ----- | ----- |
| 967  | ↗1267 | ↗1331 | ↘1320 |

По данным Всероссийской переписи, в 2010 году численность населения посёлка составляла 1320 человек (614 мужчин и 706 женщин).

## Инфраструктура
В посёлке действуют средняя школа, библиотека, дом культуры, фельдшерско-акушерский пункт и отделение «Почты России». В 1986 году был открыт детский дом.

## Улицы
Уличная сеть посёлка состоит из 9 улиц.

## Транспорт
Сообщение посёлка с соседними населёнными пунктами осуществляется посредством шоссейных и грунтовых автодорог.